# 麦克阿瑟基金会
麦克阿瑟基金会（英語：John D. and Catherine T. MacArthur Foundation）是美国第12大的私人基金会。总部设在芝加哥，该基金会資助约50个国家的非营利组织。

## 历史
麦克阿瑟报告说，从1978年设置奖项以来累积颁发奖金超过55亿美元。据该基金会宣称，它每年有65亿美元捐赠和提供约2.25亿美元的资助和进行项目相关投资。麦克阿瑟的赠款重点包括减缓气候变化和减少监狱人口。该基金会赞助了麦克阿瑟奖，也被称为“天才补助金”，该奖每年奖金大约62.5万美元，无任何附带条件，授予不同的领域约二十几个获得者。

## 交流
2009年7月首次捐款55萬美元給與臺灣國立政治大學國際關係研究中心，進行為期三年的「台灣安全與建構兩岸和平機制」研究計畫並成立「國立政治大學臺灣安全研究中心」（英語：Taiwan Center for Security Studies，Taiwancss/TCSS，NCCU），由劉復國教授擔任主任迄今，為促進美國、中國大陸與臺灣建立兩岸和平與軍事互信機制的智庫民間對話。